# Bobrówka (stacja kolejowa)
Bobrówka – stacja kolejowa w Bobrówce, w gminie Laszki, w powiecie jarosławskim, w województwie podkarpackim, w Polsce. Została otwarta w lipcu 1884 roku przez CLB.

## Ruch pasażerski
| Rok  | Wymiana pasażerska na dobę |
| ---- | -------------------------- |
| 2017 | 0-9                        |
| 2022 | 0-9                        |
| 2023 | 0-9                        |